# DOF 어댑터
피사계 심도 어댑터(depth-of-field adapter, 줄여서 DOF 어댑터)는 고정 렌즈나 교환 렌즈 선택이 제한적이거나 그러한 효과를 제공하기에 경제적으로 부담이 되는 비디오 카메라에서 얕은 피사계 심도를 얻기 위해 사용된다. DOF 어댑터는 이론적으로 다양한 플랫폼에서 사용될 수 있지만, 고해상도 기능은 있지만 센서 크기가 여전히 어댑터 사용을 유도할 만큼 작은 프로슈머 디지털 캠코더에서 가장 유용하다. 대부분의 디자인이 35mm 필름 프레임(24×36mm) 크기의 포커싱 스크린을 사용하고 35mm 카메라용 렌즈와 인터페이스하기 때문에 35mm 어댑터라는 용어가 일반적이다. 어댑터 사용은 최신 DSLR 카메라에 비디오 기능이 제공되면서 크게 줄어들었다. DOF 어댑터는 스마트폰용으로 개발되어 DSLR 렌즈를 스마트폰 카메라와 함께 사용할 수 있게 되었다.

## 작동 방식
DOF 어댑터는 외부 렌즈와 카메라의 주 렌즈 사이에 위치한 반투명 스크린(마치 시스템 카메라의 뷰파인더를 통해 초점이 맞춰진 이미지를 보는 방식과 유사하게)에 이미지를 초점화한다. 캠코더는 매크로 모드에서 이 중간 스크린에 초점을 맞춰 프레임을 잡을 수 있다. 이 원리는 비디오 카메라를 영화 스크린에 비추는 것과 유사하다. 어댑터에 장착된 렌즈가 이제 캠코더의 초점 및 조리개 메커니즘의 역할을 한다. 이 시점에서 캠코더의 유일한 책임은 포커싱 스크린(백 포커스라고 불림)에 투사되는 것을 기록하는 것이다.

## 한계
DOF 어댑터에는 몇 가지 한계가 있다. 첫째는 장치를 카메라 전면에 부착할 때 발생하는 고유한 빛 손실이다. 이러한 어댑터 중 하나를 사용하려면 카메라가 촬영하는 장면이 적절하게 조명되어야 한다.
정적(움직이지 않는) 어댑터는 저조도 상황에서 이미지 열화가 더 심해지는데, 이는 포커싱 스크린의 질감이 더 눈에 띄기 때문이다. 어댑터와 함께 사용되는 캠코더는 어댑터 내부에 있는 포커싱 스크린에 초점을 맞춰야 하며, 이는 투영 표면으로 사용된다. 결과적으로 캠코더는 재료에 반투명 특성을 부여하는 구멍, 딤플 및 반점도 함께 포착한다. 이 문제에 대한 해결책은 포커싱 스크린을 흔들거나, 회전시키거나, 다른 방식으로 움직여 스크린의 질감이 흐려지도록 하는 것이다. 이와 같은 비정적 솔루션에서는 질감이 매우 빠른 셔터 속도에서만 문제가 되며, 이때는 흐림이 줄어든다.
비네팅, 배럴 왜곡 및 색수차 또한 제거하기 어려운 문제들이다. 이러한 문제를 최소화하려면 어댑터 내의 광학 장치가 고품질이어야 하며 서로 정확한 거리에 있어야 한다.
이미지 방향 또한 문제이다. 어댑터는 다른 렌즈와 마찬가지로 이미지를 거꾸로 뒤집는다. 촬영 시 이 문제를 해결하기 위해 작은 LCD 화면과 같은 외부 모니터를 거꾸로 장착하여 이미지를 올바른 방향으로 볼 수 있다. 일부 LCD 화면에는 이미지 방향을 올바르게 조정하는 미러 및 플립 옵션(수직으로 뒤집고 수평으로 미러링)이 모두 포함되어 있다. 어느 경우든 실제로 녹화된 영상은 후반 작업에서 180도 회전시켜야 한다. 이에 대한 유일한 예외는 카메라를 거꾸로 장착하는 옵션이다. 이렇게 하면 카메라가 똑바로 선 이미지를 녹화할 수 있다. 그러나 카메라 LCD는 여전히 이미지를 뒤집을 것이고, 외부 LCD 모니터는 여전히 필요하다.
다른 옵션은 플립 모듈을 사용하는 것이다. 플립 모듈은 35mm 어댑터 구성 세트에 또 다른 추가물이며, 촬영 중에 이미지를 실제로 "뒤집는" 일련의 거울이나 프리즘으로 구성된다. 이는 외부 LCD 모니터가 필요하다는 부담을 피할 수 있지만, 추가적인 빛 손실을 대가로 한다. 많은 어댑터에는 이미 플립 모듈이 내장되어 있어 영화 제작자는 후반 작업에서 이미지를 뒤집는 것에 대해 걱정할 필요가 없다.

## 구성

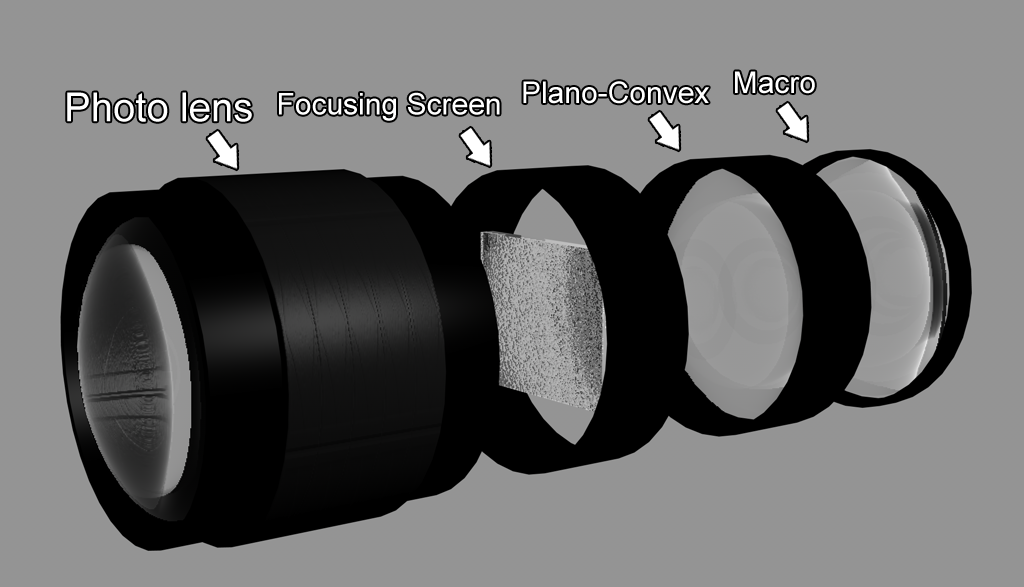
정적 연마유리 포커싱 스크린을 사용하는 DOF 어댑터의 구성 예시

기본 DOF 어댑터는 일반적으로 네 가지 구성 요소로 이루어져 있다: 매크로 렌즈, 선택 사항인 평볼록 렌즈, 반투명 포커싱 스크린, 그리고 마지막으로 사용자가 선택한 사진 렌즈. 충분한 매크로 기능이 없는 캠코더의 경우, 매크로 렌즈, 가급적 색수차를 최소화하는 아크로매틱 더블릿, 캠코더에 직접 부착되어 캠코더가 포커싱 스크린을 확대하고 초점을 맞출 수 있도록 한다. 매크로 렌즈가 없으면 특정 캠코더는 전체 포커싱 스크린을 프레임에 담을 만큼 충분히 확대할 수 없으며 선명한 초점을 얻을 수 없다. 선택 사항인 평볼록 렌즈는 이미지의 비네팅을 방지하는 데 사용된다. 포커싱 스크린은 사진 렌즈 이미지가 투영되는 곳이다. 스크린은 사용되는 렌즈(가장 일반적으로 Canon FD 또는 Nikon F 마운트)의 플랜지 초점 마운트로부터 정확히 올바른 거리에 위치해야 하며, 이를 플랜지 백 거리라고 한다. 마지막으로, 전면 렌즈는 원하는 이미지를 포커싱 스크린에 투영하는 사진 또는 시네마 렌즈이다.

## 가격
DOF 어댑터의 가격은 전문적인 솔루션의 경우 수만 미국 달러에서부터 지역 철물점에서 구할 수 있는 부품을 사용하여 백 달러 미만까지 다양하다. DOF 어댑터 장치의 가격은 사용된 재료와 기술에 따라 달라지기도 한다. 예를 들어, 어댑터가 카메라 본체에 직접 장착되려면(릴레이 렌즈 시스템이 추가되어야 한다(Canon XL1 또는 XL2 및 Sony EX3와 같이 표준 렌즈를 우회하여). 또한, 일부 어댑터에 사용되는 프리즘 시스템은 이미지를 올바르게 재정렬하여 비용을 추가한다.

## 같이 보기
- 필르마이징(필름룩)
- 피사계 심도(DOF)
- 필름메이킹
- 카메라 스태빌라이저
  - 스테디캠
- 헬리캠
- GoPro
- 지미집
- 스파이더캠(영어판)
- 스카이캠(영어판)
- 3차원 영화